# Madelyn Marie
Madelyn Marie (West Point, 28 januari 1987) is een Amerikaanse pornoactrice. Ze was van 2008 tot 2013 actief in de porno-industrie.

## Persoonlijk leven
Madelyn Marie werd geboren in West Point, New York. Haar beide ouders zijn arts, met een militaire carrière. Ze is een van de drie dochters in het gezin. Ze volgde thuisonderwijs en haalde haar middelbareschooldiploma op haar zestiende. Vervolgens ging ze een bachelor volgen aan de George Washington-universiteit, met een major in pre-med.

## Carrière
Marie was 21 toen ze in de porno-industrie begon te werken, naar eigen zeggen uit wraak op een vriendje, dat was vreemdgegaan. Ze werkte voor merken als "Brazzers" en "Evil Angel" en had een contract met het bedrijf "Bluebird Films". Ze is getrouwd met collega-pornoacteur Ramon Nomar.

## Prijzen en nominaties
| Jaar | Prijs            | Resultaat   | Categorie | Voor haar optreden in      |
| ---- | ---------------- | ----------- | --- | -------------------------- |
| 2010 | AVN Award        | Genomineerd | Unsung Starlet of the Year | n.v.t.                     |
| 2010 | NightMoves Award | Genomineerd | Best Female Performer | n.v.t.                     |
| 2010 | XBIZ Award       | Genomineerd | New Starlet of the Year | n.v.t.                     |
| 2011 | AVN Award        | Genomineerd | Best All-Girl Group Sex Scene (met Audrey Hollander, Nikki Benz, Eva Angelina, Sunny Leone, Kiara Diane)                                   | Hocus Pocus XXX            |
| 2011 | AVN Award        | Genomineerd | Best Group Sex Scene (met Bobbi Starr, Dani Jensen, Krissy Lynn, Carolyn Reese, Paul Chaplin, Derrick Pierce, Chris Johnson & Danny Wylde) | BatfXXX: Dark Night Parody |
| 2011 | XBIZ Award       | Genomineerd | Female Performer of the Year | n.v.t.                     |
| 2012 | AVN Award        | Genomineerd | Best All-Girl Group Scene (met Alexis Texas, Brooklyn Lee, Chanel Preston)                                                                 | Girlfriends 3              |